# Медельїн-Олайя Еррера
Аеропорт «Медельїн» імені Ерніке Олайя Еррери (IATA: EOH, ICAO: SKMD) — аеропорт в Медельїні (Колумбія), який обслуговує регіональні та внутрішні рейси. Крім того, аеропорт використовується авіацією загального призначення та має кілька ангарів для чартерів. Аеропорт Олайя Еррера є другим за кількістю рейсів аеропортом Колумбії.
На сьогоднішній день він вважається головним регіональним аеропортом країни через велику кількість регулярних і чартерних рейсів, що виконуються в аеропорт і з нього. Раніше він був відомий як міжнародний аеропорт Медельїна до відкриття нового міжнародного аеропорту імені Хосе Марії Кордови в 1985 році, який розташований у сусідньому муніципалітеті Ріонегро, за 19 кілометрів (12 миль) на схід від Медельїна.
У 2016 році аеропорт обслужив 831 181 пасажира, а в 2017 році — 848 525.